# St. Jacobi (Osterode am Harz)

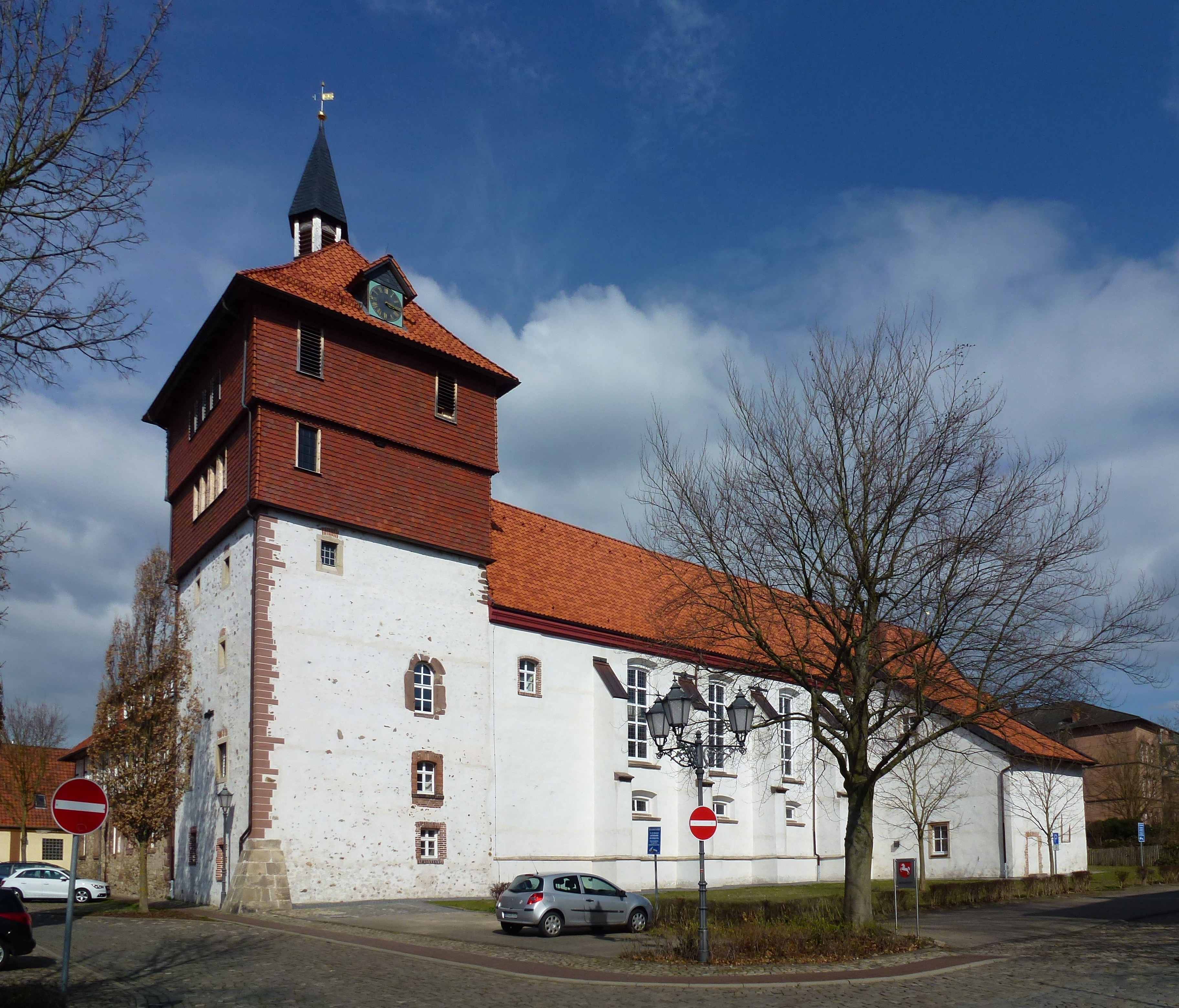
St. Jacobi

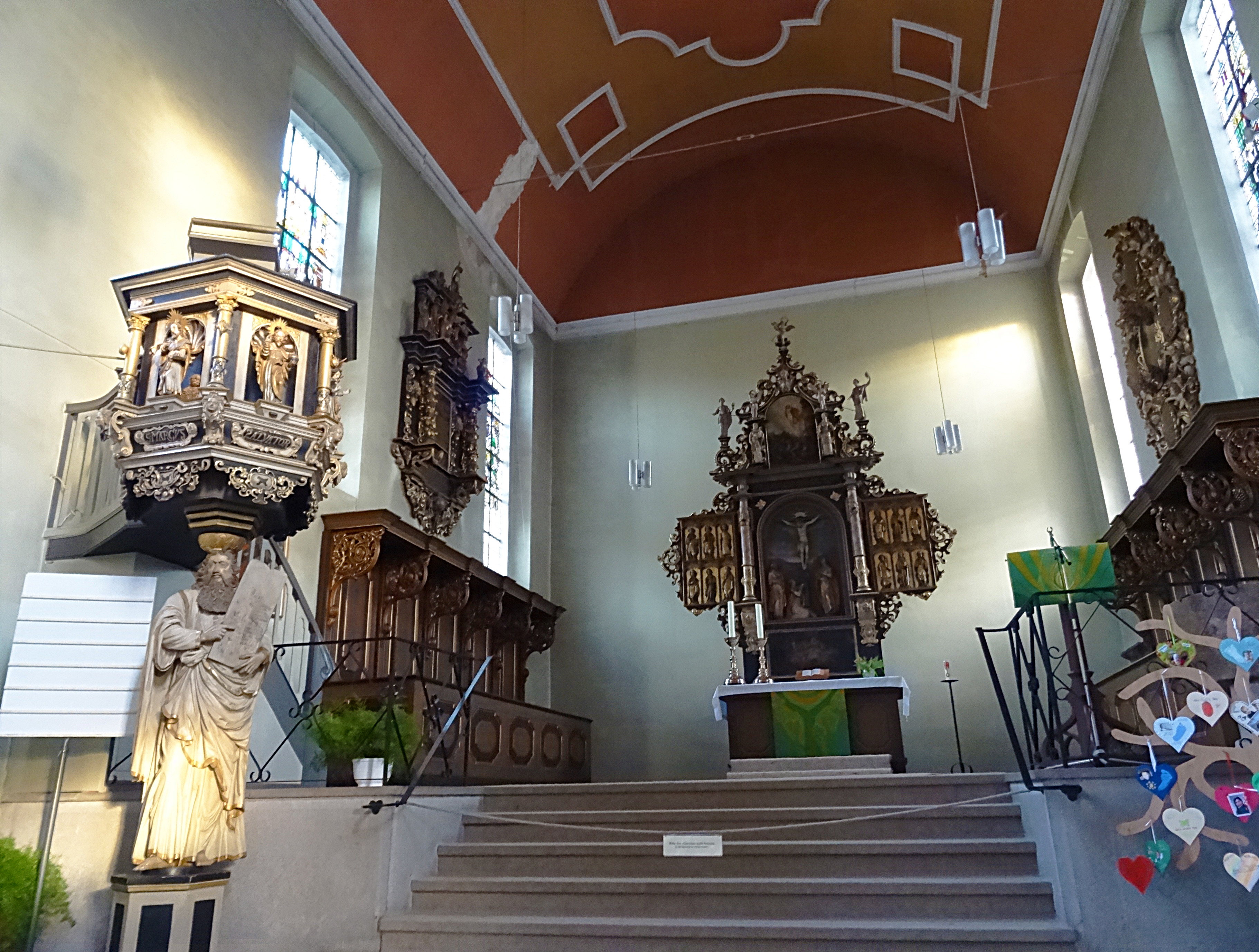
St. Jacobi, Innenansicht

Die evangelisch-lutherische denkmalgeschützte Kirche St. Jacobi steht in Osterode am Harz im Landkreis Göttingen in Niedersachsen. Die Kirchengemeinde gehört zum Kirchenkreis Harzer Land im Sprengel Hildesheim-Göttingen der Evangelisch-lutherischen Landeskirche Hannovers.

## Beschreibung
An ihrem Standort befand sich bereits im 12. Jahrhundert eine Kapelle mit dem Patrozinium des Apostels Jakobus. Die erstmals 1218 genannte Kirche wird 1233 in Verbindung mit dem Kloster bezeugt. Das 1540 aufgehobene Kloster wurde zum Schloss des Fürstentums Grubenhagen umgebaut, von dem nur noch der als Amtsgericht genutzte südliche Gebäudetrakt und die Klosterkirche im Norden erhalten sind. Von der Vorgängerkirche wurden Teile des gotischen Chors und der ins 16. Jahrhundert zurückgehende, mehrfach veränderte Kirchturm im Westen beibehalten. Das klassizistische langgestreckte Langhaus mit seinen zweizeiligen Fenstern von 1751–52 bestimmt das heutige Erscheinungsbild.
In dieser Zeit wurde auch der Innenraum modernisiert. Er erhielt eine Patronatsloge, die Emporen und wurde mit einem stuckierten hölzernen Tonnengewölbe überspannt. Der Kamin im Chor, datiert mit 1646, war der ehemalige Eingang zur Gruft der Familie von Minnigerode. Zur Kirchenausstattung gehört ein mit Knorpelwerk verziertes Altarretabel aus der Mitte des 17. Jahrhunderts. Seine Flügel mit den geschnitzten barocken Figuren der zwölf Apostel stammen von einem um 1420 hergestellten Flügelaltar. Die ursprünglich eingebaute, um 1600 entstandene Kanzel mit Figuren des Salvators und der vier Evangelisten, steht heute auf einer Statue des Mose. Auf den Emporen befinden sich zahlreiche Gemälde von Pastoren, unter anderen von Martin Chilian Stisser.
Orgeln

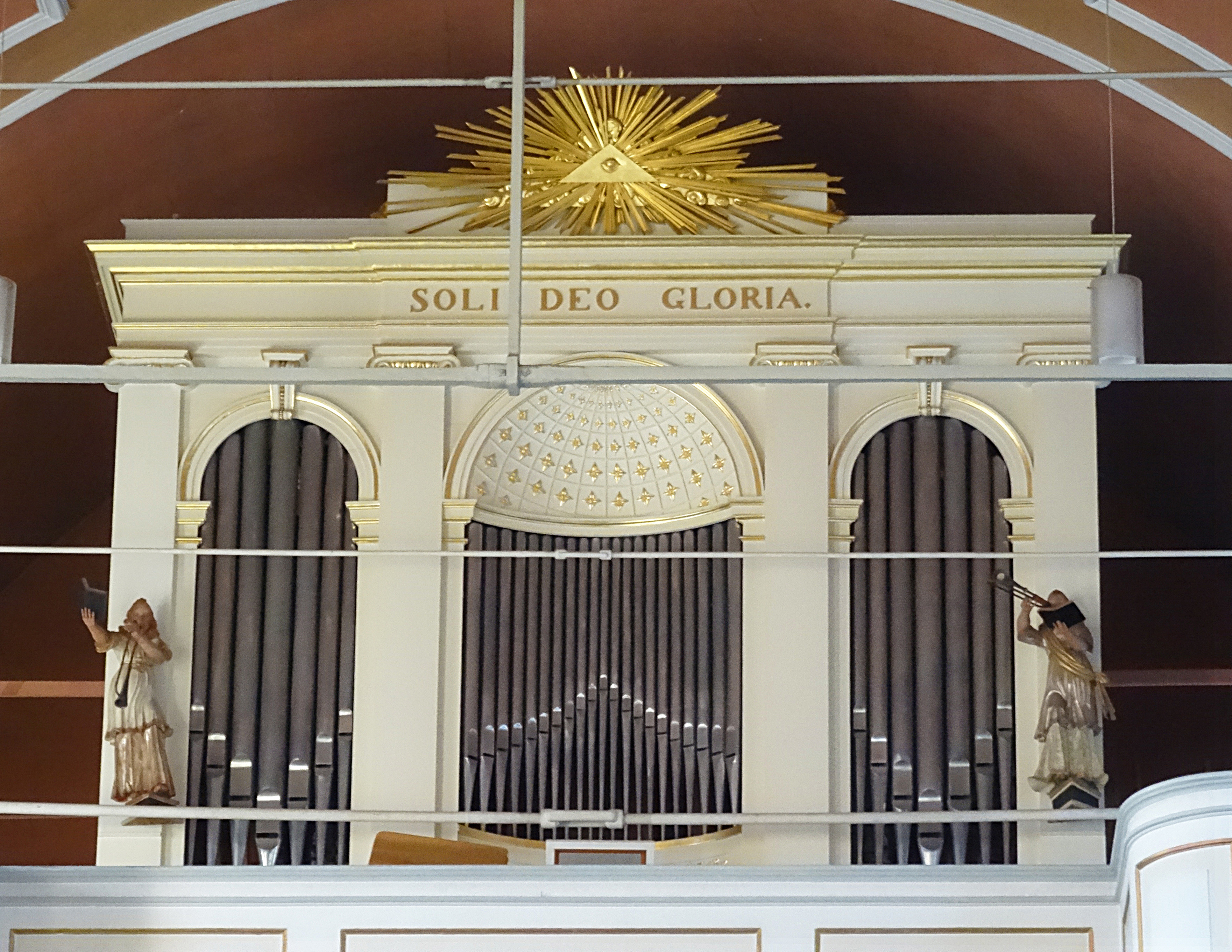
St. Jacobi, Hauptorgel

St. Jacobi besitzt zwei Orgeln: die große Hauptorgel auf der Empore und eine bewegliche Truhenorgel.
- Die Hauptorgel ist ein Instrument aus dem Jahr 1841, das von Johann Andreas Engelhardt gebaut wurde und über 26 Register auf zwei Manualen und Pedal verfügt. Zwischen 1950 und 1970 wurde die Orgel von Paul Ott durch einen Umbau sehr stark verändert. Eine denkmalgerechte Restaurierung durch die Orgelbauwerkstatt Rudolf Janke in den Jahren 1992/93 konnte das spätbarocke Klangbild der Bauzeit wieder herstellen.[1]
- Die Truhenorgel mit sechs Registern wurde 2010 von Jens Steinhoff gebaut. Diese Orgel dient der Begleitung des Gemeindegesangs sowie dem solistisch konzertanten und dem Continuo-Spiel bei Konzerten. Sie steht auch der Gemeinde St. Nicolai in Herzberg zur Verfügung.[2][3]